# Биста Станимира Вељковића Зеле
Биста народног хероја Станимира Вељковићa Зеле откривена је 10. октобра 1953. године у дворишту Гимназије у Лесковцу. 
Станимир Вељковић Зеле је рођен 1919. године у Сувом Пољу, општина Бојник. Био је студент права и истакнути омладински руководилац. Био је члан окружног комитета Комунистичке партије Југославије за Лесковац, затим секретар окружног комитета СКОЈ-а Лесковац. После окупације Југославије 1941. године и размештаја кадрова, преузео је дужност секретара СКОЈ-а Ниша. На путу за Пусту Реку опкољен је са још двојицом бораца од Бугара и њихових сарадника и после вишечасовне борбе погинуо 14. априла 1942. године. За народног хероја проглашен је 14. децембра 1949. године.